# Creta di Aip
Creta di Aip är ett berg i Österrike.   Det ligger i distriktet Hermagor och förbundslandet Kärnten, i den centrala delen av landet, 300 km sydväst om huvudstaden Wien. Toppen på Creta di Aip är 2 280 meter över havet, eller 728 meter över den omgivande terrängen. Bredden vid basen är 10,9 km.
Terrängen runt Creta di Aip är huvudsakligen bergig, men den allra närmaste omgivningen är kuperad. Runt Creta di Aip är det glesbefolkat, med 20 invånare per kvadratkilometer.. Närmaste större samhälle är Hermagor, 13,0 km nordost om Creta di Aip. 
I omgivningarna runt Creta di Aip växer i huvudsak blandskog.